# Fundación Lázaro
Lázaro (en francés Lazare), es una asociación creada en Francia en el año 2011, que desarrolla alojamientos solidarios entre jóvenes voluntarios y personas sin hogar. Hoy, la asociación cuenta con presencia en Bélgica, Suiza, España, Francia, y México, en las que se acogen alrededor de 500 residentes. En España opera como Fundación Hogares Lázaro, mientras que en Francia como Association Lazare.

## Historia
En 2011 se crea la asociación en Francia con el nombre de Lazare, con la apertura de la primera casa en Lyon. Una segunda casa abrió al año siguiente en Nantes.
En los años siguientes se abrieron nuevas casas en diferentes ciudades (Marsella en 2014, Lille, Angers y Toulouse en 2015, Vaumoise, Madrid y Bruselas en 2017 y Valence en 2019). En 2020 se inician las obras para la creación de una casa en la Ciudad de México (México). En el año 2022 se inicia en Barcelona.

## Misión
La convicción de Lázaro es que más que un techo, la gente de la calle necesita relaciones sociales para reconstruirse. La asociación busca luchar contra el aislamiento y la exclusión social de las personas de la calle acogiéndolas en casas compartidas con jóvenes voluntarios que estén trabajando. A través de la vida comunitaria, las personas acogidas dan sentido a sus vidas y encuentran un camino de reinserción profesional.
El 85% de las personas de la calle acogidas por Lázaro han encontrado alojamiento al salir de un piso compartido. Así mismo, la reinserción en la vida profesional es una de las misiones importantes del proyecto, el 80% de los acogidos en Lázaro encuentra trabajo en un año.

## Funcionamiento
Lázaro rehabilita o construye edificios para crear varios apartamentos. Cada apartamento tiene capacidad para alojar de 6 a 10 personas de manera compartida y no mixta. Una familia voluntaria también vive en el edificio en un apartamento. Se compromete por tres años y asume el papel de "responsables del edificio" que consiste en velar por el buen funcionamiento de las casas y en el seguimiento de cada uno de los compañeros de piso.
El modelo de vivienda de Lázaro se compone de al menos un piso para hombres, uno para mujeres, los llamados estudios de "despegue" para ayudar a los compañeros de reintegración a dar un paso más hacia la autonomía, de una o dos familias responsables y espacios comunes para el edificio.

### Criterios para la acogida en los apartamentos
Las personas susceptibles de ser acogidas por Lázaro son los que  no tienen una vivienda estable, están “en la calle”, o viven en viviendas colectivas. La duración de la persona en el alojamiento compartido de Lázaro no está limitada y se establece en función de las necesidades y autonomía de cada uno. 
Los voluntarios se comprometen a vivir en un alojamiento compartido paralelamente a su actividad profesional. Este compromiso es renovable por períodos de al menos un año.

## Estructura organizativa de Lázaro

### Francia
En Francia, Lázaro es una asociación sin ánimo de lucro al amparo de la ley de asociación de 1901 francesa. Actualmente está presidido por François Catta. 
Lázaro Francia tiene cuatro aprobaciones del Estado francés: ISFT (Ingeniería Social, Financiera y Técnica), ILGLS (Intermediación de Alquileres y Gestión de Alquileres Sociales) y ESUS (Empresa Solidaria de Utilidad Social). 
Desde 2018, la asociación ha sido aprobada para el compromiso de servicio cívico y, por lo tanto, acoge voluntarios en el servicio cívico.
Lázaro en Francia es una asociación hermana de la Asociación por la Amistad, también fundada por Étienne Villemain, que gestiona una red similar de pisos compartidos solidarios en París.

### España
En España, Lázaro es una fundación inscrita en el Registro de Fundaciones de competencia estatal por orden ministerial de 11 de septiembre de 2017 que la reconoce como entidad de utilidad pública.
Está liderada por un Patronato que interviene en el funcionamiento de los pisos solo de forma subsidiaria, garantizando un equilibrio justo y una gestión realista de la fundación.
En cumplimiento de la Ley 19/2013 de “Transparencia, acceso a la información pública y buen gobierno”, la Fundación Hogares Lázaro pública los documentos y memorias relativas a su estructura, fines institucionales y, en su caso, los contratos, convenios y subvenciones públicas.

## Premios
- En 2016 la Asociación Lázaro en Francia ganó el sello "La France s'engage".

- En 2021 la Fundación Lázaro en España ganó el Premio al Voluntariado Universitario.
- En 2024 la Fundación Hogares Lázaro ganó el Premio Telva de Solidaridad.